# كارل لودفيغ فون بار
كارل لودفيغ فون بار (بالألمانية: Carl Ludwig von Bar)‏ هو محامي وبروفيسور وسياسي ألماني، ولد في 26 يوليو 1836 في هانوفر في ألمانيا، وتوفي في 20 أغسطس 1913 في المملكة المتحدة. انتخب عضو مجلس النواب الألماني للإمبراطورية الألمانية.